# Лукьянова, Ирина Владимировна
Ирина Владимировна Лукьянова (род. 30 июля 1969, Новосибирск) — русская писательница и журналистка, переводчица. С 1996 года — колумнистка «Собеседника».

## Биография
Родилась 30 июля 1969 года в Новосибирске.
В 1992 году окончила гуманитарный факультет Новосибирского государственного университета.
Переводчик с английского. Преподавала в физико-математической школе при НГУ.
С 1986 года писала и публиковала стихи и прозу. В 1996 году переехала в Москву.
В 1999 году сотрудничала с проектом «Московская комсомолка».
В 2002—2003 годах — заместитель главного редактора журнала «Ломоносов», в 2003—2004 — редактор отдела образования журнала «Карьера», с 2004 года — редактор отдела образования и науки журнала «Город женщин». В последнее время её статьи публикуются в «Новой газете», основные темы — школа и проблемы детей с СДВГ.
В 2013 году повесть «Стеклянный шарик» заняла третье место на Всероссийском конкурсе на лучшее литературное произведение для детей и юношества «Книгуру» в номинации «Художественная литература».
Преподает литературу в школе «Интеллектуал».

Бывший муж — писатель Дмитрий Быков. Свою супругу Быков охарактеризовал так: 
«отлично пишущая (искал такую двадцать семь лет, насилу нашёл, тут же набросился и женился — теперь пыль сдуваю, лишь бы сочиняла. С остальными со скуки помрёшь)».
Мать двоих детей.
Исповедует православие.
Марина Леско об Ирине Лукьяновой на страницах «Крестьянки»:

Ирина Лукьянова — как автор трёх книг прозы — также входила в лонг-лист «Букера» и «Национального бестселлера»… Лукьянова относится к разряду «правильных» людей. Родилась в Новосибирске, мать двоих детей, скромна, самодостаточна, любит выращивать цветы, гулять по незнакомым городам и спать под летний дождь. Наделена незаурядной проницательностью, которая позволяет ей делать очень точные психологические зарисовки… Ира очень не любит светиться, оттого её нигде и не видно…

Занималась художественной гимнастикой (имеет первый разряд). Хобби — коллекционирование игрушечных мышей, рисование, арт-журналинг, скрапбукинг.
В сентябре 2020 года подписала письмо в поддержку протестных акций в Белоруссии.